# Droëwors

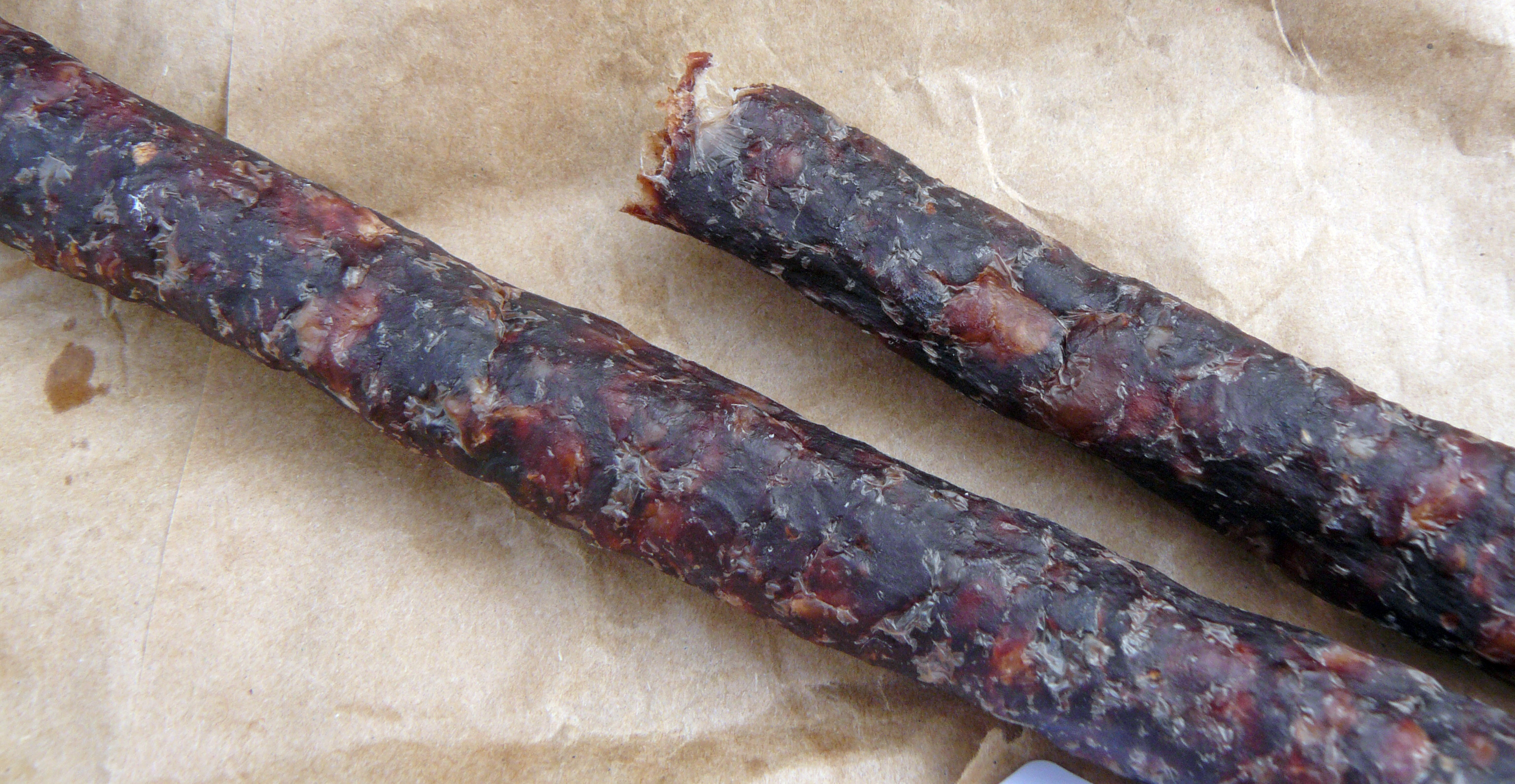
Un trozo de droëwors.

El droëwors (en afrikáans literalmente ‘salchicha seca’) es un popular aperitivo sudafricano que se elabora secando la tradicional salchicha condimentada con cilantro boerewors. Suele hacerse con dun wors (‘salchicha fina’) más que con dik wors (‘salchicha gruesa’), ya que las primeras se secan más rápidamente y es por tanto menos probable que se echen a perder antes de que puedan conservarse. Si tiene que usarse dikwors, suele aplanarse para lograr mayor superficie de secado.
La receta usada para estas salchichas es parecida a la del boerewors, aunque el cerdo y la ternera suelen reemplazarse por buey, pues las primeras pueden enranciarse cuando se secan. El secado hace a la salchicha menos apetitosa, pero ideal para su almacenaje.
El droëwors es inusual entre las carnes secas por secarse rápidamente en condiciones templadas y con poca humedad, a diferencias de los tradicionales salumi italianos, que se secan lentamente en condiciones relativamente frías y húmedas. Otra diferencia del droëwors es que se hace con la salchicha normal para cocinar (boerewors), y por tanto no tiene las mismas propiedades que las salchichas curadas tradicionales, de forma que si no se mantiene apartada de la humedad puede empezar a formar moho más fácilmente que otras carnes secas.
Este producto está relacionado tanto en nombre como en naturaleza con el droge worst holandés.